# 봉화 사미정
봉화 사미정(奉花 四未亭)은 대한민국 경상북도 봉화군 법전면 소천리에 있는 건축물이다. 2013년 4월 8일 경상북도의 유형문화재 제477호로 지정되었다.

## 개요
사미정은 조덕린(1658년∼1737년) 선생이 말년에 수양하고자 경치 좋기로 이름난 곳을 찾아서 조선 영조 3년(1727년)에 지은 정자이다.
계곡을 낀 경사진 곳에 자리잡고 있으며 앞면 3칸·옆면 2칸 규모에 마루를 중심으로 양쪽에는 온돌방을 두었다.
현판 ‘사미정’과 내현판 ‘마암’은 정조(재위 1776년∼1800년) 때 이름난 정승 채제공이 직접 썼다고 전하고 있다.

## 현지 안내문
이 건물은 옥천 조덕인(1658년∼1737년) 선생이 만년에 수양하고자 조선 영조 3년(1727년)에 건립한 정자이다. 정자의 현판 '사미정'과 내현판인 '마암'은 정정조의 명상인 체제공 선생의 친필로 전해지고 있다. 정자 건립의 동기를 적어둔 사미정기의 내용은 건축사적 측면에서 좋은 자료이다.
정자는 정면3칸, 축면 2칸 규모로 가구는 5량가이다.

## 참고 자료
- 봉화 사미정 - 국가유산청 국가유산포털